# 로버트 피츠패트릭

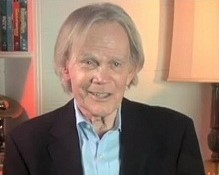

로버트 피츠패트릭(영어: Robert Fitzpatrick, 1937년 7월 2일 ~ 2010년 10월 23일)은 미합중국의 장교 겸 배우이자 영화 프로듀서이다. 또한 로버트 피츠패트릭은 샌안토니오에서 태어났으며, 폐병으로 인해 미합중국 로스앤젤레스에서 사망하였다.

## 영화
- 스프링 브레이크 '83 (2014년)
- 이별 파티 (1996년)
- 내 사랑 비비 (1965년)